# Rock de Braziliaan

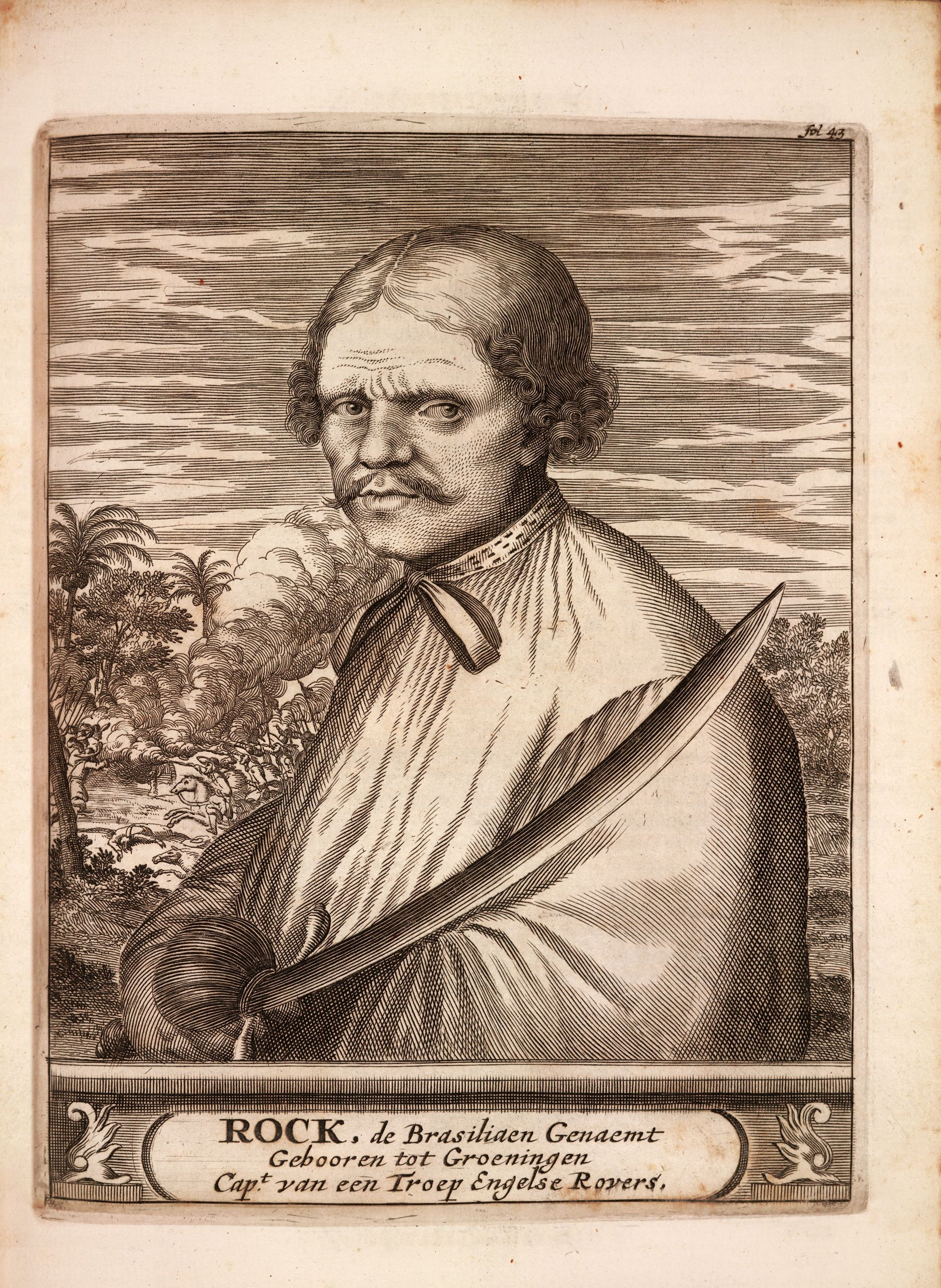
Rock de Braziliaan, gravure uit het boek van Exquemelin.

Rock de Braziliaan (Gerrit Gerritszoon, vaak Rock Brasiliano of Rock de Brasiliaan genoemd, in het Frans ook Roche Brasiliano of Le Roc) (Groningen, circa 1635 - Port Royal?, na 1671) was een zeerover van Nederlandse afkomst. Rock de Braziliaan werd vooral bekend als een bijzonder wreed piraat in de Caribische Zee.

## Levensloop

### Jeugd
Rock de Braziliaan werd geboren in Groningen als zoon van kooplieden. Als jongen namen zijn ouders hem mee naar het Noordoosten van Brazilië, dat in die tijd Nederlands gebied was. Aan deze periode heeft hij zijn bijnaam de Braziliaan overgehouden. Toen de Hollanders deze kolonie rond 1654 verlieten, vertrok hij naar Jamaica.

### Leven als piraat
Omdat hij daar moeilijk in zijn levensonderhoud kon voorzien, sloot hij zich aan bij de boekaniers. Hij begon als gewoon matroos onder kapitein Adriaen van Diemen Swart, waarbij hij al snel het respect en vertrouwen won van zijn makkers. Toen aan boord van het schip een muiterij ontstond, kozen de opstandelingen hem als leider. In een kleine sloep wisten ze daarna een groot schip te veroveren dat beladen met zilver op weg was vanuit Nieuw-Spanje (het huidige Mexico).
Hij bevoer de wateren van de Caribische Zee, meestal in de buurt van de stad Campeche, en overviel vooral Spaanse schepen die vanuit Nieuw-Spanje onderweg waren naar Havana of Europa.
Eens kwam hij voor de kust van Campeche in een storm terecht, waarbij zijn schip verging. Dertig mannen wisten in een kano de kust te bereiken met slechts wat wapens en kruit. Ze werden achtervolgd door 100 Spanjaarden te paard, maar aangevoerd door hun leider wisten de piraten deze vijand te verslaan. Onderweg veroverden ze ook nog een boot uit Campeche en een aantal kano's, zodat ze verder konden gaan met hun piraterijen.
Een andere keer in Campeche werd hij met zijn mannen gevangengenomen door de gouverneur, terwijl ze in een kano de haven van de stad inspecteerden op zoek naar buit. Ze werden in de kerker geworpen, en zouden zeker zijn opgehangen als Rock de Braziliaan niet een list had bedacht. Hij schreef een brief aan de gouverneur, die hij met behulp van een slaaf liet bezorgen.
In de brief liet hij de gouverneur geloven dat deze verstuurd was door andere piraten, die zeker de stad zouden aanvallen als Rock en zijn mannen niet werden vrijgelaten. De list slaagde: de gouverneur liet de piraten gaan onder voorwaarde dat ze de zeeroverij zouden opgeven, en het Caribisch gebied zouden verlaten. Hier hielden ze zich niet aan, en ze vertrokken al gauw naar Jamaica, vanwaar ze verder gingen met roven.
Rock de Braziliaan was wreed, impulsief en had een totaal gebrek aan zelfbeheersing. Manschappen die hem ongehoorzaam waren, werden onverbiddelijk gestraft. Ze bejegenden hem dan ook met een mengeling van vrees en bewondering. Er is nooit een muiterij geweest aan boord van een van zijn schepen.
In zijn thuishaven Port Royal, een broeinest van piraten in de buurt van het huidige Kingston, stond hij bekend als een gevaarlijk man. Nadat hij zijn buit verbrast had in de taveernes van de stad, zwalkte hij stomdronken door de straten, zwaaiend met zijn hartsvanger, waarmee hij willekeurige voorbijgangers aanviel. Maar ook kocht hij soms een vat wijn of bier, zette dit op straat en dwong met zijn pistool de mensen met hem mee te drinken.
Bovenal had hij een hekel aan alles wat Spaans was. Toen een groepje Spanjaarden hem niet wilde vertellen waar zij een aantal zwijnen hielden, liet hij hen levend roosteren aan het spit. Ook zijn er verhalen dat hij Spaanse gevangenen hun kameraden liet opeten. Aan boord van zijn schip martelde en vermoordde hij gevangen Spanjaarden zonder aanleiding. Als piratenvlag voerde hij de afbeelding van een geraamte met de tekst "Het lijk van een Spanjaard."
Beter kon hij overweg met de inheemse bevolking van de gebieden die hij bezocht. Zo is van hem bekend dat hij vaak een inheems wapen droeg.
Over het eind van zijn leven doen verschillende versies de ronde. Sommigen beweren dat hij met zijn schip verdwenen is op zee, anderen zeggen dat hij zijn laatste levensdagen sleet als bedelaar in de straten van Port Royal.

## Verwijzingen in kunst en populaire cultuur
- In de Amerikaanse film Against All Flags (1952) wordt een personage met de naam Roc Brasiliano gespeeld door een jonge Anthony Quinn. Overigens speelt deze film in de Indische Oceaan bij Madagaskar, zodat dit personage maar zeer losjes gebaseerd is op de historische persoon.
- De Amsterdamse toneelgroep Pandemonia speelde in 2000 het stuk "De avonturen van Rock Brasiliano"
- Rock Brasiliano is een veelgebruikt personage in computerspellen die piraterij als thema hebben

## Wetenswaardigheden
- De geschiedenis van Rock stond centraal in het piratenrestaurant van De DorpsHerberg in het Limburgse Ospel (gesloten in 2023)
- Rock de Braziliaan wordt gebruikt in de kinderspeurtochten in het Noordelijk Scheepvaartmuseum in Groningen.
- Op 8 februari 2024 gebruikten fanatieke supporters van FC Groningen Rock de Braziliaan als thema voor een sfeeractie over de gehele korte zijde van het stadion. Tijdens deze actie werd onder andere een groot portret van Rock getoond. Ook in aanloop naar de wedstrijd zaten er al veel verwijzingen naar deze (Groninger) piraat, zoals vlaggen met zwaarden en andere piraterij-verwijzingen.